# فيديريكا مونتسيني
فيديريكا مونتسيني مانيه (مدريد، إسبانيا؛ 12 فبراير 1905- تولوز، فرنسا؛ 14 يناير 1994)، سياسية ونقابية أسبانية فوضوية، وزيرة أثناء قيام الجمهورية الإسبانية الثانية، والمرأة الأولى في شغل منصب وزاري في أوروبا الغربية. نشرت تقريبا خمسين رواية قصيرة ذوات طابع رومانسي-اجتماعي موجهة تحديدا لنساء الطبقة العاملة، متضمنة الكتّاب السياسيين، والاخلاقيين، وكتاب السيرة والتاريخ. كانت فيديريكا ابنة لأبوين فوضويين هما خوان مونتيسيني كارريت (الشهير بفيديريكواورالس) وتيريس ميرافات (الشهيرة بيويداد جوستافو)، اللذان قاما بتحرير مجلة بلانكا، التي كان لها الاثر في الفكر التحرري الأسباني خلال الثلث الأول من القرن العشرين، والتي قامت فيديريكا نفسها بنشر العديد من الأعمال بها.

## السنوات الأولى
ولدت فيديركا مونتيسنى مانى في الثانى عشر من شهر فبراير لعام 1905 بمدريد، إسبانيا، وهي الابنة الوحيدة للفوضويين والناشرين: خوان مونتيسنى كاريت (الهشير بفيديركواورليس) وتيريسا مانى ميرفيت (الشهيرة بسوليداد جوستافو). بدات الكتابة، وفي عام 1920 عندما بلغت الخمسة عشر عاما، قامت بنشر أول رواية قصيرة لها بعنوان «ساعات ماسوية». وفي عام 1923 تبدا في الاشتراك في التضامن العمالى ومجلة «بلانكا» عام 1936 . وأول رواية طويلة لها هي «الانتصار» ونشرت عام 1925 . وفي عام 1930 تزوجت من خرمينال اسجلياس وهوايضا فوضوى واصبحوا اباء لثلاثة أبناء هم: فيدا (1933)، خرمينال (1938) وبلانكا (1942).

## النشاط الفوضوي (الاناركية-النقابية)
انضمت فيديريكا للاتحاد الوطني للعمل عام 1931، حيث نالت ريادة به في السنوات القادمة بفضل موهبتها في الخطابة واسباب أخرى. وفي عام 1932 قامت بجولة دعوية في الاندلس ثم انتقلت بعد ذلك إلى إسبانيا وفي العام الذي خلفه شاركت في اجتماع احتجاجي في باريس حول أعمال القمع في كاساس بييخاس.
فبالرغم من ذلك، فقد بلغت اوج ريادتها في عام 1936، عندما شاركت في مؤتمر ساراجوسا التابع للاتحاد الوطني للعمل حينما قام بتقديم تقرير حول الشيوعية المتحررة، كما انها كانت من أحد الخطباء في ختام المؤتمر. وعندما اندلعت الحرب انضمت فيديريكا للجنة شبه الجزيرة فال والاتحاد الوطني للعمل. عُثر عليها في برشلونة عندما فشل اضراب 20يوليو1936، حيث كتبت مؤخرا «سينطفئ اليوم بمجد، في وسط شرارة الحريق، وفي نشوة ثورية مشتعلة ليوم ملئ بالنصر الشعبي...سرعان ما تحولت المدينة مسرحا للثورة المشتعلة. فقد قام الرجال والنساء بالمعابد بحرق كل ما بداخلهم، بما فيه المال...». وفي فبراير لنفس العام أصبحت وزيرة للصحة والرعاية الاجتماعية اثناء قيام حكومة الجمهورية، منصب مقبول رغم تصريحاتها المناهضة للحكومة والشكوك الاولية. وبهذا الشكل أصبحت فيديريكا أول امرأة تتقلد منصب وزير في إسبانيا وأوروبا الغربية، حيث كان هناك من حصل على هذا المنصب من النساء في مناطق أخرى في اورويا مثلما كانت اليكسندر اكواللونتاي (اوروس) ونينا-بانج (الدنمارك) وميينا سيلانبا (فنلندا) ومارجاريت بوندفيلد (المملكة المتحدة). وكان من بين اقرانها في حكومة لاجوكابايرو، خوان اوليبار (وزيرالعدل) وخوان بيرو (وزير الصناعة) وخوان لوبز (وزير التجارة).

## العمل في الحكومة

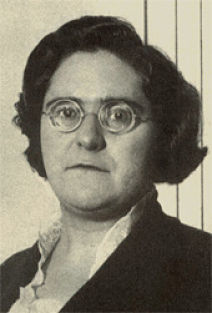
فيديريكا مونتسيني مانيه

كان عملها الحقيقى في الحكومة محدد بمدة قصيرة بتفويضها كوزيرة للصحة والرعاية الاجتماعية في حكومة فرانسيسكو لارجو كاباليرو حيث لم يكمل نصف عام (نوفمبر 1936 _ إلى منتصف مايو 1937). ولكن في هذه الفترة القصيرة من الوقت خططت اماكن مآوى للاطفال وغرف للحوامل واعفاء المتاجرة بالشرف وقائمة من الوظائف للمعاقين وأول مشروع لقانون الإجهاض في إسبانيا. ومن خلال ملاجئ الأطفال والتي لا تشبه الملاجئ المحتقرة في شئ تم افتتاح واحدا قريبا من فالنسيا (مقاطعة). ولم يكن هناك متسع من الوقت لتشغيل أكثر من غرفة واحدة للحوامل والتي يوجد بها اغذية متكاملة. ولم يتم ايا من مشاريعها وايضا مشروع قانون الإجهاض والذي اعترض عليه وزراء اخرين من الحكومة، وظل المشروع مهملا بعد خروجها من الحكومة بسبب الاحداث الاجتماعية العميقة، حين كان الطريق الوحيد الممكن هو الثورة الفوضوية. فقد قامت بالتصويت ضد مجلس الوزراء في التاسع عشر من شهر نوفمبر عام 1936 عند تخفيف عقوبة اعدام خوسي أنطونيو بريمو دي ريفيرا.

## المنفي والديموقراطية الدستورية

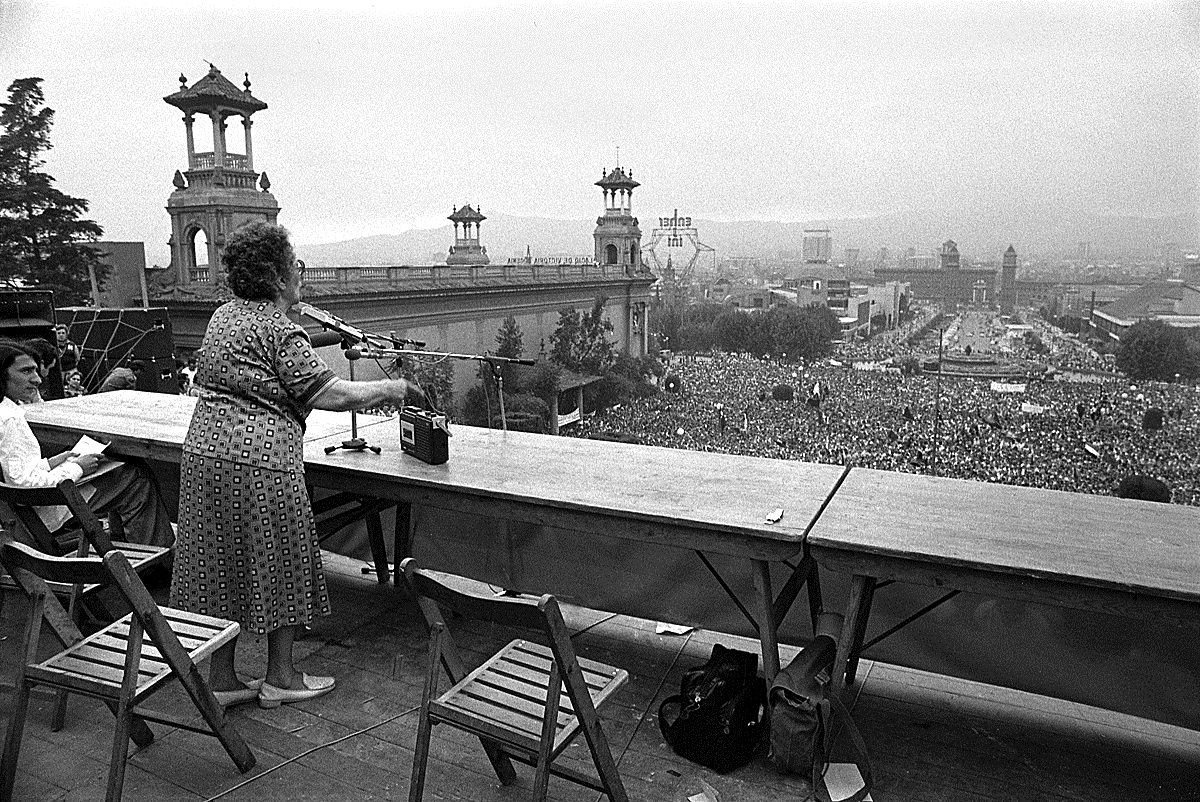

فيديريكا في اجتماع الاتحاد الوطني ببرشلونة عام 1977.

في نهاية الحرب الاهلية الأسبانية نُفيت فيديريكا إلى فرنسا، مثلها مثل الاف الاسبان، حيث كانت تلاحقها الحكومة النازية والفرانخية والتي طالبت فرنسا بتسليمها ولكن السلطات الفرنسية رفضت ذلك، وعاشت فيديريكا في حرية تحت رقابة حتى تحرر فرنسا في عام 1944. اقامت فيديريكا في تولوز وظلت تعمل على نشر افكارها وتدير الجرائد الفوضوية مثل سي ان تي واسبوير كما قامت بالعديد من الرحلات الي السويد والمكسيك وكندا وإنجلترا وإيطاليا.
عادت فيديريكا إلى إسبانيا اثناء قيام الديموقراطية بها عام 1988 واستمرت في نشاطها لدى الاتحاد الوطني للعم والفوضوية، حيث نالت مكانه عظيمة حتى وفاتها. وفي سنوات عمرها الاخيرة استردت للدول الإرث النقابي للاتحاد الوطني للعمل بعد نهاية الحرب الاهلية، كما اعترضت بشدة على معاهدات مونكلاو ولى النظام السياسي الدستوري الأسباني الحديث.

## التراث
يوجد هناك شارع يحمل اسمها في عدة مدن مثل لاكرونيا، بونريبوس، ميرامبيل، انوخر، سالو، بوكل، فوينلابرادا، ليجانس، خيتافى، تالابيرا أو خيخون. أيضا يوجد مدرسة تحمل اسمها في مدينة بورخاسوت ومعهد في فوينلابرادا. أيضا يحمل اسمها مركز الصحة التخصصى بفايكاس (مدريد) وبالداخل يوجد لوحة عليها اسمها لتذكرها، على الرغم من انها السيدة الوحيدة الأولى كوزيرة للصحة.

## روايات
ساعات مأسوية (1920).

حب يوم (1920).

انا ماريا (1920).

الحب الجديد (1920).

لعبة الحب والحياة (1920).

المرأة التي تهرب من الحب (1920).

طرق العالم (1920).

الامومة (1920).

مغوية الرجال (1920).

الازدهار (1925).

النصر (1925).

حياة جديدة (1925).

أيا من الثلاثة؟ (1925).

الحب الآخر (1926).

أبناء الشارع (1926).

الربيع الاخير (1926).

القيامة (1926).

ابن كلارا (1927).

ابنة السياف (1927).

الإنقاذ من الاسر (1927).

الحب الشارد (1927).

امام الحب (1928).

الحب الاخير (1928).

الطريق المستنير (1929).

شمس في قمم الجبال (1929).

حلم ليلة في الصيف (1929).

العطش اللانهائي (1930).

سوناتا الشفقة (1930).

الالام (1930).

أنت الحياة (1930).

مغيب الالهة (1930).

الفجر الاحمر (1931).

وجه للحياة (1931).

الحب الذي مضى (1931).

امرأة ورجلان (1932).

الحب بالمزاد (1934).

ليست أكثر من امرأة (1935).

حياة مظلمة (1935).

لا يُقهر (1938).

حياة (1940).

حب بدون غد.

تمرد العبيد.

ظل الماضي.

الاستشهاد.

سيدتنا الموازية.

## أعمال أخرى
المرأة، مشكلة الرجل (1932).

البطلات (1935).

الفوضوية العسكرية والواقع الأسباني (1937).

اتحاد الجماهير الشعبية، الثورة المستمرة الأولى (1937).

مائة يوم من حياة امرأة (1949).

يسقط فرانكو (1949).

نساء في السجن (1949).

شغف وموت الاسبان في فرنسا (1950).

ماريا سيلفا: التحررية (1951).

الهجرة الجماعية: شغف وموت الاسبان في المنفى (1969).

مشاكل الفوضوية الأسبانية (1971).

ما هي الفوضوية (1974).

اربع نساء (1978).

ستت اعوام من حياتي (1978).

أول اربع سنوات من عمري (1987).

## روابط خارجية
- فيديريكا مونتسيني على موقع IMDb (الإنجليزية)
- فيديريكا مونتسيني على موقع قاعدة بيانات الفيلم (الإنجليزية)